# 더 네스트
더 네스트(The Nest)는 캐나다에서 제작된 숀 더킨 감독의 2020년 드라마 영화이다. 주드 로 등이 주연으로 출연하였고 아미 잭슨 등이 제작에 참여하였다. 2020년 1월 26일 선댄스 영화제에서 전 세계 초연되었으며 미국과 캐나다에서 2020년 9월 18일 각각 IFC 필름스와 엘리베이션 픽처스를 통해 개봉하였다.

## 줄거리
1980년대 후반, 로리 오하라와 앨리슨 오하라는 자녀 서맨사 "샘"과 벤저민 "벤"과 함께 뉴욕에서 중산층 생활을 하고 있었다. 샘은 앨리슨의 전 관계에서 태어났다.
앨리슨은 승마를 가르치고, 로리는 트레이더로 일한다. 로리는 미국에서의 기회가 제한적이라고 믿고, 앨리슨에게 자신과 함께 런던으로 이사할 것을 설득한다. 그곳에서 그는 전 고용주인 아서 데이비스의 회사로 돌아갈 계획이다. 앨리슨의 초기 우려에도 불구하고, 가족은 서리주에 있는 거대한 오래된 맨션으로 이사한다. 로리는 앨리슨에게 그 부지에 승마 농장을 시작하도록 설득하고, 그녀의 말 리치먼드를 미국에서 데려온다. 마구간 건설이 시작되고 벤과 샘은 각각 다른 학교에 등록한다. 로리는 나중에 앨리슨을 아서와 그의 동료들과 함께 고급 디너 파티에 데려간다. 그러나 가족은 적응에 어려움을 겪는다. 외딴 위치와 각자의 통근으로 인해 아이들이 제시간에 학교에 가기 어렵기 때문이다.
몇 주 후, 마구간 건설이 갑자기 중단된다. 로리가 건축업자들에게 돈을 지불하지 않았다는 것을 알게 된 앨리슨은 그의 은행 계좌가 거의 비어 있음을 발견한다. 로리는 곧 돈이 생길 것이라고 약속하지만, 앨리슨은 숨겨둔 현금 자금에서 돈을 빼내 가족을 부양해야 한다. 로리가 거의 빈털터리 상태임에도 불구하고 상류층처럼 보이려는 노력에 앨리슨은 짜증을 낸다. 직장에서 로리는 아서에게 런던 사무실을 찾는 대규모 미국 회사에 자신의 회사를 팔 것을 제안한다.
잠시 고려한 후, 아서는 거절한다. 맨션으로 돌아온 리치먼드는 고통 속에 쓰러지고 앨리슨은 이웃 농부에게 가서 말을 안락사시켜야 한다. 아서의 거절 후 집으로 돌아가는 대신, 로리는 어머니를 찾아간다. 어머니는 그의 가족에게 아무런 관심도 보이지 않고 로리가 자신을 버렸다고 비난한다. 로리는 늦게 집에 돌아와 앨리슨과 그들의 재정 문제와 로리의 무모하고 망상적인 행동에 대해 말다툼을 한다.
가정 수입을 위해 앨리슨은 농장 일꾼으로 일하기 시작한다. 샘이 평판이 좋지 않은 친구들을 사귀고 벤이 학교 폭력배들과 싸우면서 앨리슨과 자녀들의 관계도 틀어지기 시작한다. 로리와 그의 동료 스티브는 노르웨이 양식 회사와 잠재적으로 수익성이 좋은 거래를 주선한다. 그날 밤, 그와 앨리슨은 스티브와 그들의 잠재적 고객들과 함께 저녁 식사를 하고, 샘과 그녀의 친구들은 하우스 파티를 연다.
파티가 통제 불능이 되자, 벤은 밖으로 도망쳐 부적절한 매장으로 인해 리치먼드의 사체가 무덤 표면으로 밀려 나오는 것을 목격한다. 저녁 식사 중 앨리슨은 식당을 떠나 차를 타고 나이트클럽에서 술에 취하기 전에 로리를 공개적으로 조롱한다. 로리는 앨리슨의 행동을 경시하려고 하지만, 그의 고객들은 스티브와 사업을 하기로 결정하고 로리를 배제한다. 로리는 택시를 타고 서리주로 돌아가려 하고, 운전사에게 자신의 많은 무모한 행동을 고백하며 자신의 직업은 "부자인 척하는 것"이라고 주장한다. 로리의 고백으로 그가 빈털터리이자 거짓말쟁이라는 것이 명확해지자, 운전사는 그가 긴 요금을 지불할 수 없을 것이라고 예상하고 그를 한밤중에 아무도 없는 곳에 버려둔다.
다음 날 아침, 앨리슨은 주차된 차에서 숙취 상태로 깨어나 집으로 운전해 돌아와 파티 후 집이 엉망이 된 것을 발견한다. 벤은 그녀에게 리치먼드의 무덤을 보여주는데, 사체가 거의 완전히 표면으로 올라와 있었다. 앨리슨이 무덤 앞에서 무너져 내리자, 샘과 벤은 아침 식사를 준비하기로 동의한다. 로리는 긴 도보 끝에 집에 도착하여 가족이 식탁에 앉아 있는 것을 발견한다. 그는 새로운 사업 아이디어와 또 다른 이사를 제안하기 시작하지만, 앨리슨은 그에게 멈추라고 말한다. 로리는 눈물을 흘리며 무너져 내리고, 샘은 그를 안아준 다음 그들을 위해 자리를 마련해 준다.

## 출연

### 주연
- 주드 로
- 캐리 쿤
- 앤 레이드

### 조연
- 찰리 쇼트웰
- 아딜 악타르
- 타비아나 존스

## 제작진
- 미술: 제임스 프라이스
- 의상: 매튜 프라이스
- 배역: 샤힌 베이그
- 배역: 수잔 숍메이커